# MSU Lossless Video Codec
MSU Lossless Video Codec — это видеокодек, разработанный Лабораторией компьютерной графики МГУ имени М. В. Ломоносова.
Основной целью развития проекта является сжатие видео без потери качества при очень высокой степени сжатия.
В 2007 году МГУ имел второй лучший коэффициент сжатия (после YULS) по сравнению со многими другими видеокодеками, которые сжимают видео без потерь. Последняя версия 0.6.0, была выпущена 19 сентября 2005 года.